# Себино (Тульская область)
Себино — село в Кимовском районе Тульской области России.
В рамках административно-территориального устройства входит в Бучальский сельский округ Кимовского района, в рамках организации местного самоуправления включается в Епифанское сельское поселение.

## География
Село находится в восточной части Тульской области, в лесостепной зоне, в пределах Среднерусской возвышенности, на правом берегу реки Мокрая Табола, к востоку от автодороги 70К-181, на расстоянии 33 километров (по прямой) к юго-востоку от города Кимовска, административного центра района. Абсолютная высота — 184 метра над уровнем моря.

### Климат
Климат характеризуется как умеренно континентальный, с умеренно холодной зимой и тёплым летом. Среднегодовая многолетняя температура воздуха составляет +4 — +4,6°С. Средняя температура воздуха самого холодного месяца (января) — −10 °C (абсолютный минимум — −42 °C), средняя температура самого тёплого (июля) — +18,3 °С (абсолютный максимум — +38 °C). Безморозный период длится около 149 дней. Среднегодовое количество атмосферных осадков составляет 536 мм, из которых большая часть выпадает в тёплый период. Снежный покров держится в течение 130—145 дней. Среднегодовая скорость ветра составляет 3,6 м/с.

### Часовой пояс
Село Себино, как и вся Тульская область, находится в часовой зоне МСК (московское время). Смещение применяемого времени относительно UTC составляет +3:00.

## Население
| 2010 |
| ---- |
| 41   |

### Национальный состав
Согласно результатам переписи 2002 года, в национальной структуре населения русские составляли 100 % из 64 чел.

## Туризм
Село Себино, как родина святой Матроны Московской, является одним из основных центров религиозного туризма в Тульской области. 2 мая 2014 года в селе был открыт музей, посвященный Матроне, в котором представлены экспонаты крестьянского быта времен жизни святой, хранятся материалы, рассказывающие об истории села Себино, о жизненном пути старицы. 
Музейный комплекс включает также оборудованное подворье Никоновых с монументом из белого камня и памятником Матроне, ещё одну бронзовую скульптуру святой на территории комплекса, мраморную плиту у входа на приходское кладбище, где покоятся отец и родственники Матроны, закрытые купели и источник с часовней на берегу реки Мокрая Табола. В церкви Успения Божьей Матери, где святая Матрона была крещена и проводила много времени, хранится святыня — икона с частицей её мощей, подаренная святейшим патриархом Алексием II, и проводятся богослужения.

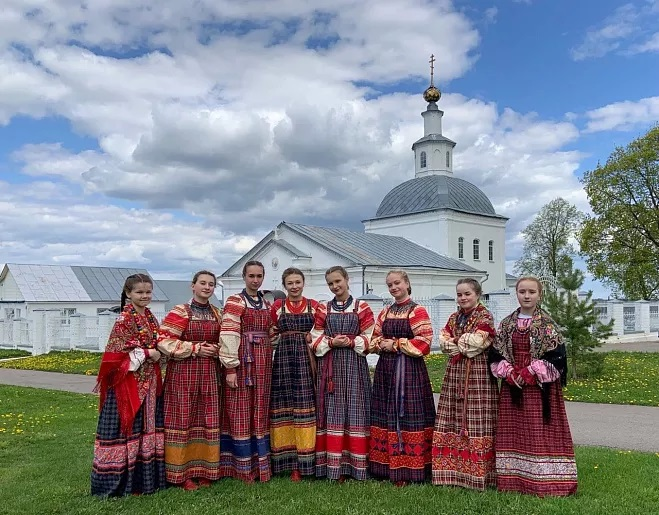
Фольклорный коллектив на фоне Успенской церкви
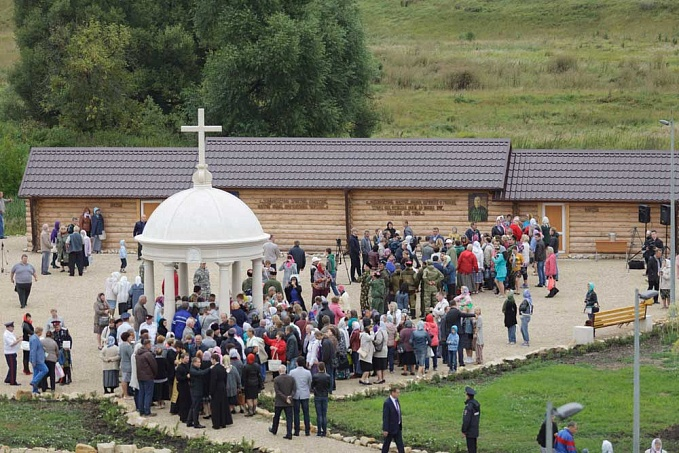
Купели в Себино